# ジョホフ島
ジョホフ島（英Zhokhov Island、露Остров Жохова）は、ロシアの東シベリア海、ノヴァヤ・シビリ島の北東128kmに位置する、ノヴォシビルスク諸島最東端の無人島である。
島はデロング諸島の一部でサハ共和国が管轄している。面積は77 km2、最高峰は123 mあり、周囲の海は年中氷に覆われ、冬は厳しい寒さとなる。
最初にジョホフ島を発見したのは、ロシア帝国が1910年から1915年にかけ行ったボリス・ヴィリキツキー（en:Boris Vilkitsky）率いる北極海航路探検隊である。彼らは砕氷船ヴァイガチ号とタイミル号で島に上陸し、当初はNovopashenniy島と名づけられた。しかし、後に探検隊のメンバーであったA・ジョホフに因み改名された。

## エピソード
ジョホフ島は映画監督のスタンリー・キューブリックが興味を示し、後に博士の異常な愛情 または私は如何にして心配するのを止めて水爆を愛するようになったかの中で、ソビエト連邦がいわゆる「皆殺し装置」を製造した場所としている。